# Mitologia de Rapa Nui

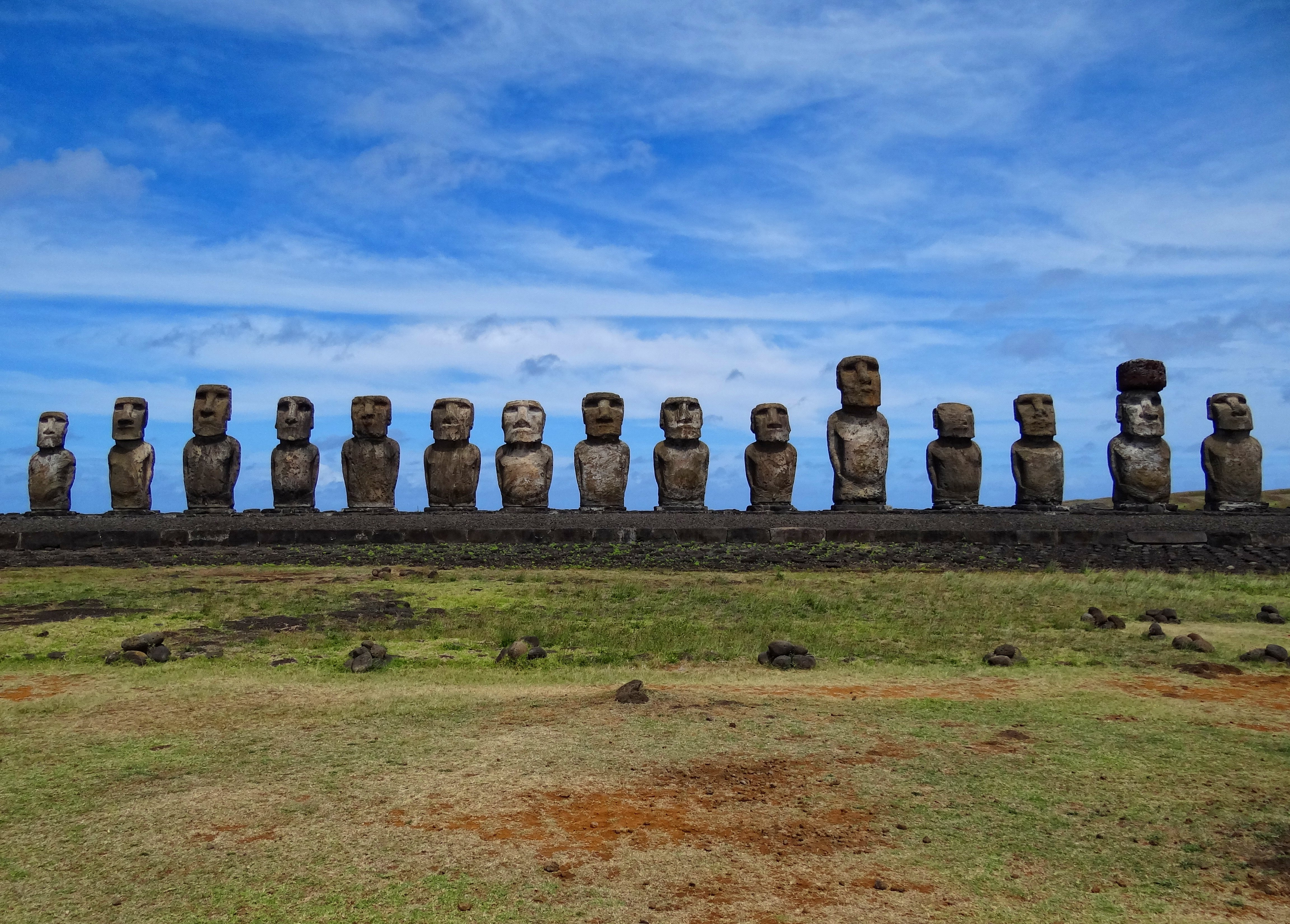
Quinze estátuas moai em pé de Ahu Tongariki.

A mitologia de Rapa Nui, também conhecida como mitologia Pascuense ou mitologia da Ilha de Páscoa, refere-se aos mitos, lendas e crenças nativas do povo Rapa Nui da Ilha de Páscoa, no sudeste do Oceano Pacífico.

## Origem
De acordo com a mitologia Rapa Nui, Hotu Matu'a foi o lendário primeiro colono e ariki mau ("chefe supremo" ou "rei") da Ilha de Páscoa. Hotu Matu'a e suas duas canoas (ou uma canoa de casco duplo) colonizadores eram polinésios da agora desconhecida terra de Hiva Nuku Hiva, Hiva Oa, Fatu Hiva, Monte Oave, Ilhas Marquesas, Taiti, Fenua. Eles desembarcaram na praia de Anakena e seu povo se espalhou pela ilha, subdividindo-a entre clãs que afirmam ser descendentes de seus filhos, e viveram por mais de mil anos em sua ilha isolada no extremo sudeste do Triângulo Polinésio até a chegada do capitão holandês Jacob Roggeveen, que chegou à ilha em 1722.

## Culto ancestral
O elemento mais visível na cultura foi a produção de estátuas massivas chamadas moai, que representavam ancestrais deificados. Acreditava-se que os vivos tinham uma relação simbiótica com os mortos, onde os mortos forneciam tudo de que os vivos precisavam (saúde, fertilidade da terra e dos animais, fortuna etc.) e os vivos por meio de ofertas forneciam aos mortos um lugar melhor no espírito mundo. A maioria dos assentamentos estava localizada na costa e os moai foram erguidos ao longo da costa, cuidando de seus descendentes nos assentamentos antes deles, de costas para o mundo espiritual no mar.

## Culto Tangata Manu
O Tangata manu ou culto ao homem-pássaro sucedeu à era Moai da ilha, quando a guerra irrompeu pelos recursos naturais cada vez menores e a construção de estátuas foi interrompida. A divindade Make-make era o deus principal do culto do homem-pássaro. O culto diminuiu depois que a população da ilha adotou o catolicismo, embora a popularidade e a memória do homem-pássaro não tenham sido apagadas e ainda esteja presente na decoração da igreja da ilha.

## Divindades e heróis
- Make-make, criador da humanidade
- Uoke, divindade tectônica
- Hotu Matu'a, lendário rei e herói cultural
- Aku-Aku, espíritos dos mortos
- Manana Take
- Tangata Manu
- Hanau epe
- Hina-Oio